# Dydko
 (juin 2021).
Dydko (Dydko, Didko, Ditko, Dytko ou  Dydo) est un être surnaturel du folklore polonais, à l'origine un démon des croyances slaves, plus tard dégradé au rôle d'un épouvantail.
Le personnage de la Dydko vient du démon bien connu dans le soin de la maison (cf domowik), après la christianisation du dégradé au rôle du diable, surtout la forêt, et enfin au rôle d'épouvantail de nuit, qui faisaient peur aux enfants (cf bobo).
Dydko a été représenté comme une figure maladroite avec une grosse tête, généralement sur des jambes ressemblant à des araignées en forme de paille. Selon les croyances ultérieures, il était censé montrer dans le miroir aux mademoiselles casseroles qui passaient trop de temps devant le miroir.

## Étymologie
En russe : Дедко (Diedka) ; en ukrainien : Дідько (Did'ko), est associé au sens du mot malorusien (ukrainien) : grand-père. Il y a l'homonymie de l'esprit domestique de Dydko avec le démon de la région de Smolensk avec le même nom. Kolberg décrit la combustion de paille après le chant de Noël et prononcer des sorts pour bannir Dydo, et fait la distinction entre Dido et Did'ko.

## Dans la culture populaire
- Maria Konopnicka Didko sur Wikisource polonaise.